# NSS-8
NSS-8 (New Skies Satellites 8) — нидерландский спутник связи, произведённый Boeing для компании SES World Skies. Планировалось выведение спутника на геостационарную орбиту Земли, однако 30 января 2007 года аппарат был уничтожен вместе с ракетой-носителем Зенит-3SL, взорвавшейся на старте.

## Конструкция
NSS-8 произведён на базе модели 702 компании Boeing. Спутник стартовой массой 5950 кг включал в себя арсенид-галлиевые солнечные батареи общей мощностью от 8,6 кВт до 17,6 кВт, один двигатель для достижения апогея планируемой орбиты, 4 маленьких двигателя для удержания спутника в точке стояния, топливо для двигателей, сантиметровые транспондеры (56 в C-диапазоне и 36 Ku-диапазоне) и управляющие антенны. К моменту введения аппарата в эксплуатацию его масса должна была снизиться до 3800 кг после осуществления манёвра довывода с геопереходной до геостационарной орбит.

## Назначение
Предполагалось, что спутник будет выведен на орбитальную позицию 57° восточной долготы, чтобы обеспечить телекоммуникационное покрытие стран Европы, Африки и Азии. Планировался широкий спектр обслуживания, включая телерадиовещание, государственные, военные и корпоративные коммуникации, а также широкополосный доступ к Интернету.

## Авария ракеты-носителя
Пуск планировался на 25 января 2007 года, после чего дважды переносился в связи с плохими погодными условиями и неблагоприятными океаническими течениями. 30 января запуск всё же состоялся, однако на старте ракета-носитель взорвалась. Позже было выяснено, что причиной аварии стал отказ двигателя первой ступени РД-171М вследствие его возгорания, в связи с наличием постороннего предмета в насосе окислителя. Также в результате взрыва получили повреждения постройки пусковой системы и защиты от ракетных выбросов. В целом мореходные качества платформы не пострадали.
По данным Boeing, аппарат был застрахован на сумму 200 миллионов долларов.